# Folketingsmedlemmer valgt i 1852
Dette er en liste over folketingsmedlemmer valgt i 1852 ved det andet folketingsvalg i Danmark, samt ved et efterfølgende omvalg. Der blev valgt eller kåret 101 medlemmer til Folketinget med en valgperiode på højst 3 år. I Danmark valgtes 100 medlemmer i 100 enkeltmandsvalgkredse 4. august 1852. På Færøerne valgtes 1 medlem 16. juli 1852. Desuden blev der i valgperioden afholdt omvalg i Randers Amts 1. valgkreds fordi det valgte medlem fra kredsen døde. Der var ingen medlemmer af Folketinget som nedlagde deres mandat i valgperioden.
I tabellerne nedenfor angiver Folketal befolkningstallet ved folketællingen 1. februar 1850. Vælgere angiver hvor mange som var berettigede til at stemme. Deltagelse angiver det afgivne antal stemmer, og Stemmer hvor mange stemmer som den valgte kandidat fik.

## Staden København
| Kreds | Vælgere | Deltagelse | Valgt                                            | Stemmer          |
| ----- | ------- | ---------- | ------------------------------------------------ | ---------------- |
| 1.    | 1773    |            | Professor Julius Frederik Christian Emil Wilkens | Valgt ved kåring |
| 2.    | 1812    |            | Konsul, grosserer Alfred Hage                    | Valgt ved kåring |
| 3.    | 1739    |            | Etatsråd, professor Johannes Ephraim Larsen      | Valgt ved kåring |
| 4.    | 1577    |            | Statsrevisor, jernbanedirektør Viggo Rothe       | Valgt ved kåring |
| 5.    | 1648    | 403        | Lensgreve F.M. Knuth                             | 326              |
| 6.    | 1143    | 321        | Grev J. Raben                                    | 191              |
| 7.    | 1379    | 348        | Justitsråd, dr.jur. A.L. Casse                   | 181              |
| 8.    | 2036    | 721        | Marineminister Steen Bille                       | 509              |
| 9.    | 1250    | 339        | Kaptajnløjtnant N.E. Tuxen                       | 230              |

## Københavns Amt
| Kreds | Valgsted      | Folketal | Vælgere | Deltagelse | Valgt                                    | Stemmer          |
| ----- | ------------- | -------- | ------- | ---------- | ---------------------------------------- | ---------------- |
| 1.    | Frederiksberg | 15899    | 2271    | 289        | Professor, lic.jur. C. Chr. Hall         | 244              |
| 2.    | Lyngby        | 14842    | 2402    | 461        | Professor, dr.med. C. Joh. Kayser        | 315              |
| 3.    | Roskilde      | 15726    | 2341    | 526        | Gårdbestyrer Hans Nielsen, Dåstrup       | 310              |
| 4.    | Køge          | 14591    | 2318    | 1009       | Gårdmand Peder Hansen                    | 529              |
| 5.    | Blæsenborg    | 11895    | 1821    |            | Overretsprokurator Balthazar Christensen | Valgt ved kåring |

## Frederiksborg Amt
| Kreds | Valgsted      | Folketal | Vælgere | Deltagelse | Valgt                                                     | Stemmer          |
| ----- | ------------- | -------- | ------- | ---------- | --------------------------------------------------------- | ---------------- |
| 1.    | Helsingør     | 14420    | 1753    |            | Professor, dr.theol. & philos. Henrik Nikolai Clausen     | Valgt ved kåring |
| 2.    | Fredensborg   | 15035    | 2125    |            | Kammerjunker, præmierløjnant Valdemar Gustav Otto Bauditz | Valgt ved kåring |
| 3.    | Hillerød      | 15478    | 2075    |            | Overlærer Johannes Andreas Ostermann                      | Valgt ved kåring |
| 4.    | Frederiksværk | 14751    | 2275    | 358        | Cultusminister J.N. Madvig                                | 328              |
| 5.    | Frederikssund | 15945    | 2488    | 287        | Højesteretsadvokat C.E. Rotwitt                           | 252              |

## Holbæk Amt
| Kreds | Valgsted   | Folketal | Vælgere | Deltagelse | Valgt                              | Stemmer          |
| ----- | ---------- | -------- | ------- | ---------- | ---------------------------------- | ---------------- |
| 1.    | Holbæk     | 15788    | 2347    |            | Indenrigsminister Peter Georg Bang | Valgt ved kåring |
| 2.    | Svinninge  | 16527    | 2454    |            | Oberst Anton Frederik Tscherning   | Valgt ved Kåring |
| 3.    | Vedby      | 15810    | 2462    | 528        | Sognefoged Mikkel Rasmussen        | 273              |
| 4.    | Kalundborg | 15625    | 2567    | 284        | Kaptajnløjnant O. Suenson          | 164              |
| 5.    | Nykøbing   | 13425    | 2124    | 602        | Skolelærer F.N. Andresen           | 401              |

## Sorø Amt
| Kreds | Valgsted   | Folketal | Vælgere | Deltagelse | Valgt                                           | Stemmer          |
| ----- | ---------- | -------- | ------- | ---------- | ----------------------------------------------- | ---------------- |
| 1.    | Ringsted   | 14583    | 2332    |            | Etatsråd, overretsassessor Niels Møller Spandet | Valgt ved kåring |
| 2.    | Sorø       | 15655    | 2046    |            | Overretsprokurator Carl Christian Alberti       | Valgt ved kåring |
| 3.    | Slagelse   | 14952    | 2086    | 804        | Adjunkt J.C.H. Fischer                          | 496              |
| 4.    | Skælskør   | 14317    | 2203    | 821        | Smed Søren Jensen                               | 477              |
| 5.    | Fuglebjerg | 13460    | 2073    | 916        | Skoleinspektør Frølund                          | 647              |

## Præstø Amt
| Kreds | Valgsted       | Folketal | Vælgere | Deltagelse | Valgt                        | Stemmer          |
| ----- | -------------- | -------- | ------- | ---------- | ---------------------------- | ---------------- |
| 1.    | Store Heddinge | 14029    | 2214    | 989        | Gårdmand Lars Hansen         | 693              |
| 2.    | Faxe           | 14000    | 2223    | 997        | Skolelærer O.P. Olsen        | 715              |
| 3.    | Næstved        | 14305    | 2239    | 1174       | Gårdmand Jens Jochumsen      | 880              |
| 4.    | Præstø         | 13415    | 2189    |            | Gårdmand Jens Petersen       | Valgt ved kåring |
| 5.    | Vordingborg    | 12709    | 1995    |            | Arvefæster Christian Schroll | Valgt ved kåring |
| 6.    | Stege          | 13607    | 2189    | 1000       | Bibiotekar Fr. Barfod        | 703              |

## Bornholms Amt
| Kreds | Valgsted  | Folketal | Vælgere | Deltagelse | Valgt                           | Stemmer          |
| ----- | --------- | -------- | ------- | ---------- | ------------------------------- | ---------------- |
| 1.    | Rønne     | 14117    | 2133    |            | Urmager Jeppe Findanus Petersen | Valgt ved kåring |
| 2.    | Aakirkeby | 13810    | 2139    |            | Pastor Caspar Frederik Gram     | Valgt ved kåring |

## Maribo Amt
| Kreds | Valgsted     | Folketal | Vælgere | Deltagelse | Valgt                               | Stemmer          |
| ----- | ------------ | -------- | ------- | ---------- | ----------------------------------- | ---------------- |
| 1.    | Nakskov      | 17647    | 2838    | 921        | Pastor J. Wegener                   | 465              |
| 2.    | Maribo       | 17628    | 2773    | 796        | Bogtrykker, redaktør Chr. Jørgensen | 482              |
| 3.    | Sakskøbing   | 15429    | 2321    |            | Gårdejer Hans Olesen                | Valgt ved kåring |
| 4.    | Nykøbing     | 14050    | 2184    |            | Biskop Ditlev Gothard Monrad        | Valgt ved kåring |
| 5.    | Stubbekøbing | 14265    | 2375    | 1214       | Gårdejer D.N.B Sidenius             | 806              |

## Odense Amt
| Kreds | Valgsted   | Folketal | Vælgere | Deltagelse | Valgt                                | Stemmer          |
| ----- | ---------- | -------- | ------- | ---------- | ------------------------------------ | ---------------- |
| 1.    | Odense     | 15154    | 2227    |            | Kaptajn Julius Thorvaldsen Schovelin | Valgt ved kåring |
| 2.    | Kerteminde | 15000    | 2351    | 984        | Gårdmand Chr. Larsen                 | 667              |
| 3.    | Assens     | 14710    | 2143    | 592        | Prokurator H.V. Ettrup               | 227              |
| 4.    | Middelfart | 14671    | 2272    | 621        | Gårdmand H.J. Trydemand              | 348              |
| 5.    | Bogense    | 14954    | 2385    | 698        | Gårdmand P. Nielsen                  | 368              |
| 6.    | Søndersø   | 13834    | 2117    |            | Gårdmand Hans Christian Johansen     | Valgt ved kåring |
| 7.    | Verninge   | 13282    | 2089    |            | Pastor Christian Edvard Møller       | Valgt ved kåring |

## Svendborg Amt
| Kreds | Valgsted     | Folketal | Vælgere | Deltagelse | Valgt                         | Stemmer          |
| ----- | ------------ | -------- | ------- | ---------- | ----------------------------- | ---------------- |
| 1.    | Nyborg       | 14146    | 2166    | 835        | Bogbinder J.N. Gomard         | 510              |
| 2.    | Kværndrup    | 12393    | 1997    | 525        | Gårdmand Jens Jensen          | 428              |
| 3.    | Svendborg    | 15695    | 2468    | 818        | Seminarielærer J.N. Meier     | 451              |
| 4.    | Fåborg       | 13422    | 2136    |            | Gårdfæster Rasmus Pedersen    | Valgt ved kåring |
| 5.    | Sønder Broby | 13189    | 2006    | 501        | Gårdfæster K.Chr. Høier       | 402              |
| 6.    | Rudkøbing    | 17368    | 2543    |            | Redaktør Jens Andersen Hansen | Valgt ved kåring |

## Hjørring Amt
| Kreds | Valgsted      | Folketal | Vælgere | Deltagelse | Valgt                                           | Stemmer          |
| ----- | ------------- | -------- | ------- | ---------- | ----------------------------------------------- | ---------------- |
| 1.    | Frederikshavn | 13521    | 1945    |            | Overauditør, byfoged Mikael Wogelius Steenstrup | Valgt ved kåring |
| 2.    | Sæby          | 15095    | 2124    |            | Birkedommer Henry Theodor Gad                   | Valgt ved kåring |
| 3.    | Hjørring      | 14958    | 2214    | 535        | Skolelærer Chr. Casper Møller                   | 412              |
| 4.    | Vrejlev       | 15954    | 2472    | 770        | Proprietær H. Qvistgaard                        | 398              |
| 5.    | Halvrimmen    | 12044    | 1859    |            | Gårdmand Lars Jensen                            | Valgt ved kåring |

## Ålborg Amt
| Kreds | Valgsted    | Folketal | Vælgere | Deltagelse | Valgt                                  | Stemmer          |
| ----- | ----------- | -------- | ------- | ---------- | -------------------------------------- | ---------------- |
| 1.    | Nørresundby | 13117    | 1888    | 339        | Pastor L.D. Hass                       | 201              |
| 2.    | Ålborg      | 12888    | 2101    |            | Geheimeråd Frederik Ferdinand Tillisch | Valgt ved kåring |
| 3.    | Bælum       | 13441    | 2145    | 666        | Skolelærer A. Jungersen                | 488              |
| 4.    | Brorstrup   | 13412    | 2155    | 506        | Skolelærer M. Andersen                 | 267              |
| 5.    | Nibe        | 12906    | 2087    |            | Redaktør Bernhard Philip Rée           | Valgt ved kåring |

## Thisted Amt
| Kreds | Valgsted  | Folketal | Vælgere | Deltagelse | Valgt                    | Stemmer          |
| ----- | --------- | -------- | ------- | ---------- | ------------------------ | ---------------- |
| 1.    | Bjerget   | 12072    | 1934    | 268        | Skolelærer P.C. Myrup    | 171              |
| 2.    | Thisted   | 12509    | 1898    | 444        | Cand.jur. H.E. Schack    | 386              |
| 3.    | Vestervig | 11985    | 1816    | 131        | Møller Johannes Jensen   | 73               |
| 4.    | Nykøbing  | 12166    | 1808    |            | Proproetær Jakob Knudsen | Valgt ved kåring |

## Viborg Amt
| Kreds | Valgsted     | Folketal | Vælgere | Deltagelse | Valgt                                                | Stemmer          |
| ----- | ------------ | -------- | ------- | ---------- | ---------------------------------------------------- | ---------------- |
| 1.    | Skive        | 5072     | 2293    | 672        | Gårdmand B. Nørgaard                                 | 351              |
| 2.    | Viborg       | 9805     | 1410    |            | Overretsassessor Laurits Nørgaard Bregendahl, Viborg | Valgt ved kåring |
| 3.    | Levring      | 12918    | 2140    | 478        | Sognefoged Chr. Jensen                               | 262              |
| 4.    | Sønder Vinge | 12359    | 1971    |            | Kammerherre Matthias Hans Rosenørn                   | Valgt ved kåring |
| 5.    | Løvel        | 12095    | 1911    | 327        | Overretsassessor V.J. Ussing, Viborg                 |                  |

## Århus Amt
| Kreds | Valgsted   | Folketal | Vælgere | Deltagelse | Valgt                  | Stemmer |
| ----- | ---------- | -------- | ------- | ---------- | ---------------------- | ------- |
| 1.    | Odder      | 13935    | 2211    | 838        | Magister G. Winther    | 724     |
| 2.    | Århus      | 13585    | 2143    | 528        | Cand.jur. H. Hage      | 431     |
| 3.    | Skjoldelev | 15622    | 2134    | 514        | Gårdmand Jens Petersen | 299     |

## Randers Amt
| Kreds | Valgsted | Folketal | Vælgere | Deltagelse | Valgt                                     | Stemmer |
| ----- | -------- | -------- | ------- | ---------- | ----------------------------------------- | ------- |
| 1.    | Mariager | 14152    | 2170    | 589        | kancelliråd, herredsfoged L.T. Ammitzbøll | 431     |
| 2.    | Randers  | 15119    | 2401    | 396        | Provst Jak. Vallentin                     | 284     |
| 3.    | Hørning  | 16242    | 2509    | 313        | Herredsfoged H. Kampmann                  | 157     |
| 4.    | Grenå    | 13110    | 2112    | 431        | Skolelærer P.C.H. Wad                     | 326     |
| 5.    | Ebeltoft | 13737    | 2214    | 425        | Pastor O. Wiedemann                       | 234     |

### Omvalg
- Randers Amts 1. valgkreds: Ammitzbøll døde 18. september 1851, og der var omvalg 26. oktober 1852 hvor skolelærer, redaktør D.E. Rugaard valgtes med 567 ud af 1060 stemmer

## Ringkøbing Amt
| Kreds | Valgsted   | Folketal | Vælgere | Deltagelse | Valgt                                 | Stemmer          |
| ----- | ---------- | -------- | ------- | ---------- | ------------------------------------- | ---------------- |
| 1.    | Ringkøbing | 12569    | 1899    | 847        | Pastor V. Schøler                     | 493              |
| 2.    | Lemvig     | 12165    | 1788    |            | Proprietær Jakob Boserup              | Valgt ved kåring |
| 3.    | Holstebro  | 14632    | 2264    | 390        | Justitsråd, birkedommer C.N. Petersen | 266              |
| 4.    | Herning    | 10514    | 1584    | 332        | Gårdmand Peder Knudsen                | 237              |
| 5.    | Skjern     | 10758    | 1883    | 306        | Gårdmand Jens Clausager               | 231              |

## Ribe Amt
| Kreds | Valgsted       | Folketal | Vælgere | Deltagelse | Valgt                                                            | Stemmer          |
| ----- | -------------- | -------- | ------- | ---------- | ---------------------------------------------------------------- | ---------------- |
| 1.    | Varde          | 12586    | 2049    | 788        | Gårdmand Jens Nielsen                                            | 420              |
| 2.    | Hjerting       | 12134    | 1949    |            | Kommitteret, dr. philosophiæ Christian Marinus Poulsen           | Valgt ved kåring |
| 3.    | Ribe           | 12800    | 1829    |            | Finansminister, kammerherre, grev Vilhelm Carl Eppingen Sponneck | Valgt ved kåring |
| 4.    | Steenvangsgård | 12744    | 1859    | 160        | Kammerherre H.C. Riegels                                         | 88               |
| 5.    | Bredebro       | 12069    | 1716    | 71         | Gårdmand Mikkel Brodersen                                        | 40               |

## Vejle Amt
| Kreds | Valgsted   | Folketal | Vælgere | Deltagelse | Valgt                             | Stemmer          |
| ----- | ---------- | -------- | ------- | ---------- | --------------------------------- | ---------------- |
| 1.    | Fredericia | 13603    | 2088    | 346        | Overauditør O. Lund               | 203              |
| 2.    | Kolding    | 13603    | 2116    |            | Pastor Heinrik Ferdinand Binzer   | Valgt ved kåring |
| 3.    | Vejle      | 15309    | 2365    |            | Amtmand Peter Martin Orla Lehmann | Valgt ved kåring |
| 4.    | Give       | 12858    | 1843    | 310        | Gårdmand N.H. Bank                | 198              |
| 5.    | Bjerre     | 14871    | 2245    |            | Gårdmand Terkel Terkelsen         | Valgt ved kåring |

## Skanderborg Amt
| Kreds | Valgsted    | Folketal | Vælgere | Deltagelse | Valgt                             | Stemmer          |
| ----- | ----------- | -------- | ------- | ---------- | --------------------------------- | ---------------- |
| 1.    | Horsens     | 16530    | 2673    |            | Adjunkt Johan Laurits Sandal Bohr | Valgt ved kåring |
| 2.    | Skanderborg | 15871    | 2586    | 531        | Gårdfæster L. Schøler             | 431              |
| 3.    | Brædstrup   | 16634    | 2569    | 480        | Gårdmand R. Mathiasen             | 264              |

## Færøerne
Der var 1422 valgberettigede ved valget 16. juli 1852. 650 vælgere stemte, og exam.juris N. Winther vandt med 371 stemmer mod 279 stemmer til sysselmand H.C. Müller.